# 幌加内交流プラザ
幌加内交流プラザ（ほろかないこうりゅうプラザ）は北海道雨竜郡幌加内町字幌加内にある複合施設。

## 概要
1998年4月1日供用開始。
1995年に廃止された北海道旅客鉄道（JR北海道）深名線の幌加内駅に近く、現在は廃止代替バス（ジェイ・アール北海道バス深名線）の「幌加内」停留所が設置され、待合室、トイレを有するバスターミナル機能を備えている。

## 施設
- 幌加内町商工会
  - ジェイ・アール北海道バス深名線の回数乗車券を受託販売する。土日祝休業。
- 幌加内町観光協会
- JR深名線資料展示室
  - 1995年に廃止されたJR深名線の資料が展示されている。
- 雪月花（蕎麦店・居酒屋）[1]
  - 以前は同じく蕎麦店「せい一」が入居していたが、2014年10月に閉店。その後2016年7月6日に「雪月花」が開店。

## バス乗り場

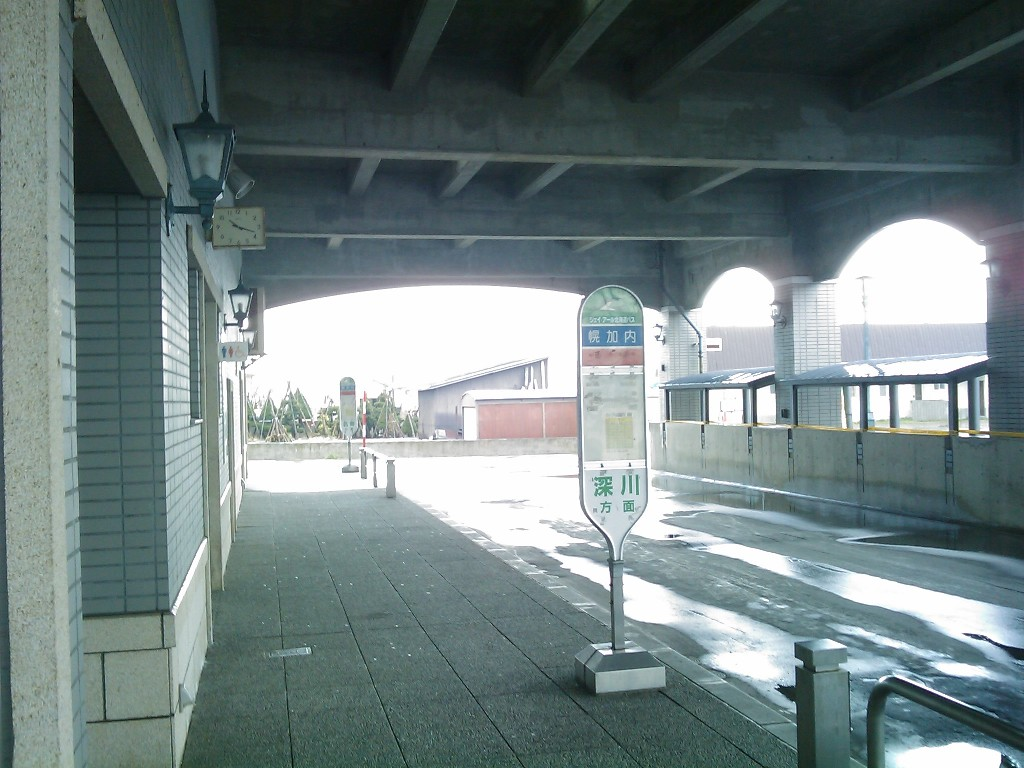
幌加内交流プラザ内のバス停 2010年11月

停留所名は「幌加内」。ジェイ・アール北海道バス深名線の深川駅方面および名寄駅方面が発着する。深名線は幌加内で系統が分離されている。

## 周辺施設
- 幌加内町役場
- 幌加内郵便局
- 幌加内町立幌加内小学校
- 幌加内町立幌加内中学校
- 北海道幌加内高等学校（幌加内町立）
- 幌加内町立幌加内診療所（2016年6月までは、幌加内町国民健康保険病院）
- アグリ21（農業活性化センター）